# 235
235 (CCXXXV, na numeração romana) foi um ano comum do século III, do Calendário Juliano, da Era de Cristo, teve início a uma quinta-feira e terminou também a uma quinta-feira, e a sua letra dominical foi D.
| Ano completo                        |
| ----------------------------------- |
| Ano comum com início à quinta-feira |

## Eventos
- 21 de Novembro - Eleito o Papa Antero, 19º papa, que sucedeu ao Papa Ponciano.
- Inicia-se, no Império Romano, o ciclo histórico hoje conhecido como crise do terceiro século, que terminaria em 284.

## Mortes
- 18 de Março? - Alexandre Severo, imperador romano.
- 28 de Setembro - Papa Ponciano, 18º papa.